# بول سكالي باور
بول سكالي باور (بالإنجليزية: Paul Scully-Power)‏ (و. 1944 – م) هو رائد فضاء من الولايات المتحدة الأمريكية، وأستراليا . ولد في سيدني .

## ريادة الفضاء
شارك في المهمات الفضائية:
- STS-41-G.